# Carton de Winnezeele
Carton de Winnezeele was een Zuid-Nederlandse adellijke familie.

## Geschiedenis
- François Carton (1651-1731), trouwde met Petronilla Tassel (1656-1722).
  - Nicolas Carton (1687-1745), trouwde met Maria Petronilla de Wilde (1692-1726).

In 1750 werden de zoons van Nicolas, François-Norbert en Jacques Carton, door keizerin Maria Theresia in de adel opgenomen.
François-Norbert Carton (1716-1788) was licentiaat in de rechten en schepen van Ieper. Hij trouwde met Anne-Florentine Merghelynck (1726-1765). Ze hadden nakomelingen tot in de 19e eeuw, die echter geen aanspraak op adellijke status maakten.
Jacques Carton (1718-1782) was heer van Winnezele en Tourelles, licentiaat in de rechten, hoofd van de wezenkamer van Ieper. Hij trouwde in 1750 in Ieper met Marie-Jeanne Merghelynck (1731-1815).

## Charles-Antoine Carton de Winnezeele
Charles Antoine François Xavier Carton (Ieper, 20 maart 1768 - aldaar, 26 oktober 1830), zoon van Jacques (hierboven), was kamerheer van koning Willem I der Nederlanden. Hij werd in 1821, onder het Verenigd Koninkrijk der Nederlanden, erkend in de erfelijke adel met de naam Carton de Winnezeele en met de titel burggraaf, overdraagbaar bij eerstgeboorte.
Hij trouwde met Thérèse van Volden de Santberg (1775-1810). Ze kregen een zoon en vier dochters.
- Adèle Carton de Winnezeele (1796-1834), trouwde in 1816 in Ieper met Léopold de Florisone (1792-1859). Ze waren de schoonouders van baron Jules Mazeman de Couthove.
- Georgine Carton de Winnezeele (1798-1865), trouwde in 1822 in Ieper met Charles Huughe de Peutevin (1792-1878), staatsraad in Nederlandse dienst, zoon van Charles Huughe de Peutevin, burgemeester van Ieper. Ze waren de schoonouders van baron Louis Gericke van Herwijnen, baron Jules de Vinck en ridder Louis Powis de Tenbossche.
- Hortense Carton de Winnezeele (1800-1871), trouwde in 1825 in Brussel met Pépin de T'Serclaes de Wommersom (1802-1848), broer van Theodoor de T'Serclaes de Wommersom. Ze kregen een zoon, met afstammelingen tot heden.
- Alfred Carton de Winnezeele (1806-1849), burgemeester van Zillebeke. Hij bleef vrijgezel.

In 1871 was de familie volledig uitgestorven. In 1887 kreeg Alfred de Vinck, gemeenteraadslid van Zillebeke en Antwerpen en senator, een achterkleindochter van Charles-Antoine Carton de Winnezeele, vergunning om voor zijn familietak de Winnezeele aan de familienaam toe te voegen.